# Georg Terter I av Bulgarien
Georg Terter I av Bulgarien, död 1309, var Bulgariens regent från 1280 till 1292.